# Музей естествознания (Брауншвейг)
Государственный музей естествознания в Брауншвейге — это музей истории зоологии в Брауншвейге, являющийся собственностью федеральной земли Нижняя Саксония. Выделился в 1937 году из музея герцога Антона Ульриха, где с 1754 года существовал Минеральный кабинет.
В музее имеются научные и выставочные коллекции, причём научная коллекция существенно больше. Она охватывает 3 000 млекопитающих, 50 000 птиц (почти половина из них была завещана музею Ойгеном Фердинандом фон Хомайером), 10 300 птичьих яиц, 4 000 черепов и скелетов, 500 оленьих рогов, 1 000 рыб, амфибий и рептилий, а также 80 000 бабочек, 85 000 жуков, 100 000 раковин и моллюсков, 5 000 препаратов из области палеонтологии и многое другое.
В светлом зале выставлены самые ценные экспонаты музея. В музее имеются постоянные выставки по темам «Аквариум», «Диорамы» (животные в своём местообитании), птицы, насекомые, беспозвоночные и ископаемые животные.
Здание современного музея первоначально было построено для Педагогического института. Во время Второй мировой войны оно не пострадало и скоро в нём начались работы по созданию музея. В начале 50-х годов здесь были разработаны так называемые «диорамы», где чучела животных помещались в их привычное местообитание, созданное людьми. Тогда это было ново, сегодня это музейные будни.